# Harrietville
Harrietville – miejscowość w Australii w stanie Wiktoria, położona nad rzeką Ovens, na pograniczu parku narodowego Alpine.